# Iglesia de Santa María de Gracia (Montalbán de Córdoba)
La antigua Parroquia de Santa María de Gracia fue una iglesia situada en Montalbán de Córdoba (España), demolida en el año 1965 y sustituida por nueva iglesia que conserva el mismo nombre. Este templo fue demolido debido al estado ruinoso en que se hallaba y a la construcción de una nueva iglesia que sería más apropiada para el culto, facilitando la participación de los feligreses, según las nuevas enseñanzas del Concilio Vaticano II. Estos argumentos no convencieron al pueblo ya que con una obra similar a la realizada en la Ermita Madre de Dios habría bastado para conservarla en pie.

## Historia
La iglesia había sido ya reformada en dos ocasiones, en 1815 y en 1935, ésta con dinero que dio Eloy Vaquero para reparar los desperfectos causados por el terremoto de 1927. La iglesia de Santa María de Gracia se construyó en 1549. Para entonces Montalbán contaba con población suficiente como para contar con una iglesia. El primer libro de bautismo que existe en el Archivo Parroquial data de 1558, por lo que en esta fecha ya debía de estar en funcionamiento. Otro dato que confirma su existencia en este siglo es la creación de la Archicofradía del Santísimo Sacramento, en 1576 en Roma, de la que en Montalbán se había construido una.
El historiador Montañez Lama afirma que la iglesia de Santa María de Gracia era una imitación perfecta, aunque reducida, de la iglesia de San Mateo de Lucena, que también pertenecía al señorío de Aguilar y que se había construido a principios del siglo XVI. Afirma así mismo que es muy posible que el constructor de ambas fuese el mismo arquitecto.

## Descripción

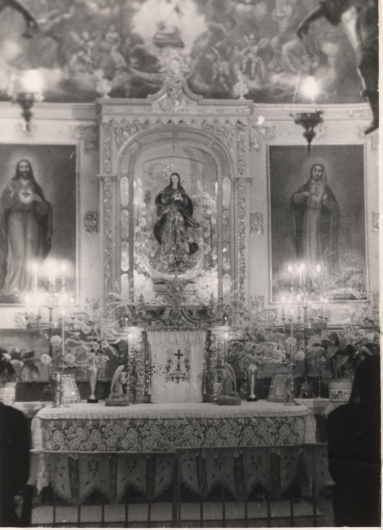
Retablo de la antigua Parroquia de Santa María de Gracia.

La fachada de la iglesia era sumamente simple. No tenía adornos artísticos destacables salvo una especie de rosetón por encima de la portada y los arcos y pilastras del campanario, y dos ventanas pequeñas a ambos lados de la portada que servían para dar luz, una al baptisterio y otra a la escalera del coro. La portada en sí tenía algo de más valor artístico, carecía de adornos, salvo un arco apuntado circunscrito en un rectángulo, a modo de alfiz, dentro del cual había un tímpano con un nicho trebolado en el que se guardaría la imagen bajo cuya advocación estaba la parroquia. Las molduras estaban decoradas con cardinas, tanto en los capiteles de los vaquetones como en las ménsulas del dintel de la puerta. Para acceder a la iglesia había una pequeña escalinata.
El campanario remataba la fachada formando un pequeño cuerpo por encima de la parte anterior de la nave central. Presentaba dos arcos ciegos enmarcados en pilastras, en uno de los cuales se habría una ventana para darle luz. Lo remataba una espadaña de tres arcos en los que se encontraban las campanas, que eran tres grandes y una pequeña. La espadaña terminaba en un tímpano.
Las dimensiones aproximadas de la iglesia eran las siguientes: 25 m de longitud, 17 m de anchura y 10 m de altura. Aunque no era de grandes dimensiones sí suficiente para albergar a la feligresía de Montalbán. Adosada a la iglesia se encontraba la casa parroquial, donde vivía el sacerdote encargado de la misma. Esta casa se comunicaba con la iglesia a través de una puerta que daba a la sacristía.
El interior de la iglesia contaba con tres naves, separadas por arcos apuntados sobre pilares rectangulares sin adornos. La cubierta de la nave central era de artesanado sin lacería, sólo un tirante de lazo sencillo, de cierta calidad artística a pesar de haberse hecho con materiales pobres. Las naves laterales eran de bóvedas de cañón.
El presbiterio estaba separado de la nave central por dos grandes, que a ambos lados tenían barandas de 
hierro con sus atriles. 
Frente al altar mayor estaba situado el coro, en el que se hallaba el órgano de un solo teclado y ocho registros. El retablo del altar mayor estaba dedicado a la titular de la parroquia, Santa María de Gracia. Imitaba el estilo dórico y era de madera policromada.
La nave de la izquierda o del Evangelio se prolonga hasta la Capilla del Sagrario, que era de forma cuadrangular rematada por una pequeña cúpula con linterna. En el frontal de esta capilla había un retablo de madera policromada en cuyo centro estaba colocada la imagen de la Inmaculada Concepción, metida en un nicho, a cuyos lados había pinturas. En dicha capilla se exponía el Santísimo en los días de la Semana Santa. En esta misma capilla había un altar dedicado a Nuestro Padre Jesús del Huerto, con retablo que imitaba el orden toscano.
En la nave del Evangelio se encontraban los siguientes altares: el de Jesús Crucificado, el de la Virgen del Carmen y el de San Francisco de Asís. En esta misma nave y a la entrada estaba el baptisterio separado de ella mediante un verja.
La nave de la derecha o de la Epístola se prolonga en la Capilla de las Ánimas, en la cual estaba el altar dedicado al Arcángel San Miguel. En esta misma nave estaban situadas dos capillas. Una la capilla de Nuestra Señora de la Cabeza, que contenía los siguientes altares: el de la titular, el de San José, y el de Jesús de la Columna (conocido popularmente como "El Amarraito"). La otra capilla era la de la Virgen de los Dolores, formada por: el altar de Nuestra Señora, con Jesús Nazareno en el centro, a la derecha María Santísima y a la izquierda San Juan, el altar de la Virgen de las Angustias acompañada de una imagen de San Sebastián, y el altar del Santo Sepulcro. Entre ambas capillas se encontraba en altar de la Virgen del Rosario o de la Aurora cuya imagen estaba fechada en 1550.
En la Sacristía había una alacena ornamentada por fuera y por dentro con pinturas en las puertas que representaban a los evangelistas. Estaba fechada en 1677. Había también un sagrario que no se utilizaba, labrado en madera estofada y dorada del siglo XVI; tenía pintado en la portezuela un Ecce Homo, de medio cuerpo, que podría pertenecer a la escuela sevillana anterior a Murillo.
La custodia que aún se conserva se diferencia de las demás de la diócesis en que los esmaltes que la adornan son verdes, mientras que los de las otras son azules. Es de plata y se puede datar hacia el siglo XVII. Consta de dos cuerpos de seis lados. Los soportes tienen forma de cariátides aunque son figuras, pues son pilastras estrecha por abajo y anchas por arriba. Están labradas de forma caprichosa al gusto churrigueresco. El primer cuerpo aloja el Viril y el segundo un pelícano. El edificio está rematado con la estatua de San Miguel.
Habría que destacar también entre los objetos de valor artístico la custodia del altar, con estatuillas de los evangelistas en el nudo, hecha hacia 1620 aproximadamente. Y un velo de plata cincelado, que se puede datar hacia el siglo XVIII. Y por último los aldabones de la puerta principal que eran de bronce, que tenían forma de mascarilla y de cuyos carrillos salían los llamadores, eran del siglo XVIII.